# Füle Antal
Füle Antal (Esztergom, 1966. november 26. – 2020. szeptember 6.) válogatott magyar labdarúgó, csatár, edző.

## Pályafutása

### Klubcsapatban
A Doroghoz közeli Nyergesújfaluról származik. Pályafutását a helyi Viscosa SE utánpótláscsapatában kezdte. Középiskolásként került Dorogra 1981-ben, majd a Dorogi Gimnáziumban érettségizett 1985-ben. Tanulmányaival párhuzamosan a Dorogi AC utánpótlás csapatában játszott, ahol edzője Varga János volt. 
Tehetségének köszönhetően igen fiatalon, két akkori ifjúsági csapattársával, Belányi Istvánnal és Filip Györggyel együtt meghívást kapott Gabala Ferenc vezetőedzőtől a felnőtt keretbe az 1983-1984-es bajnoki évadban. Első hivatalos bajnoki mérkőzésén, 17 évesen a Székesfehérvári MÁV Előre elleni találkozón lépett pályára, mégpedig kezdőjátékosként. A mérkőzés 3-1-s dorogi győzelemmel zárult. A korán kapott lehetőséggel kiválóan élt, és hamarosan bejátszotta magát a csapatba. Az 1984-1985-ös évadban már a dorogiak egyik meghatározó játékosává vált és a gólszerzésből is rendre kivette részét. Rövidesen a szurkolók első számú kedvence lett, akiről külön rigmust is énekeltek a mérkőzéseken. Szerepelt Peszeki Jenő emlékezetes búcsúmérkőzésén is. 
A következő évadban a Dorog komoly bajnokesélyessé lépett elő. A rutinos, NB I-et megjárt Magos Gyulával nagyszerű ékpárost alkottak. Az őszi szezon derekán az Esztergom elleni szomszédvár-rangadón 5000 néző előtt parádés győzelmet arattak, ám nem volt felhőtlen az öröm, mivel több durva és kíméletlen belépőt követően súlyosan megsérült és le kellett cserélni. Helyére Szedlacsek István állt, akivel a dorogi ifjúsági csapatban is együtt játszottak, majd később Vácott is csapattársak lettek. Sérülése miatt három fordulót kellett kihagynia, köztük a nagy ellenlábas, egyben éllovas Budafok elleni rangadót. A dorogiak azonban nélküle is győzni tudtak és helyet cserélve, a Dorog ugrott az élre. Bizakodva várták a tavaszi folytatást, azonban bejelentkezett érte a Bp. Honvéd, így 1986 év elején már Kispesten készült az új idényre. 
Egy év elteltével visszatért Dorogra, ahol oroszlánrészt vállalt a sikeres NB II-be jutásában. A csapat végig imponáló magabiztossággal haladt a végső cél felé, miközben a Videotonból visszatért, szintén egykori saját nevelésű Szabó Józseffel egymást múlták felül a gólszerzésben is. Számos kiváló adottsága mellett kitűnő fejjátéka emelte ki teljesítményét. Mérkőzésről mérkőzésre iskolapéldáját mutatta a labda pályájával ellentétes irányú mozgásával történő megjátszásában és kapura fejelés terén. Fejeseinek egy másik jellegzetessége volt, hogy egyes beadásoknál a rövid oldalra lendületből érkezve veszélyeztetett. Az 1986-1987-es bajnoki idény után visszavitte a Honvéd, és innentől kezdve teljes pályafutását az élvonalban játszotta. 
A Honvédban két bajnoki éven át szerepelt, ahol 1989-ben bajnoki címet és magyarkupa-győzelmet is szerzett, 1990-ben pedig a magyar kupában ezüstérmes lett. Ezt követően, 1990-től a Vác csapatában szerepelt, ahol közel 200 első osztályú bajnoki mérkőzést játszott. 1991 és 1994 között három egymást követő évben dobogós helyen végeztek. Előbb két ezüstérmet nyertek, majd megnyerték a bajnokságot is. Ezen felül 1991-ben magyarkupa-döntős is volt. A döntőbe vezető úton, a negyeddöntőben összekerült egykori nevelő egyesülete ellen. A dorogi visszavágón éppen az ő góljával szerzett vezetést a Vác. Az igen szoros küzdelmet követően az idegenben lőtt több góljával jutottak tovább. 
Szerepelt a Vác UEFA-kupa és BL mérkőzésein, ahol többek között a Dinamo Moszkva, a Groningen, a Benfica és az Apollon Limassol, valamint a PSG ellen játszottak. Menet közben hívták külföldre is játszani, végül az MTK-hoz igazolt, ahol az 1996-1997-es évadban bajnoki címet nyert. 1998-ban visszatért Vácra, majd ezt követően 2000-ben fejezte be az aktív játékot.

### A válogatottban
1993-ban egy alkalommal szerepelt a válogatottban.

## Sikerei, díjai
- Magyar bajnokság
  - bajnok: 1988–89, 1993–94, 1996–97
  - 2.: 1991–92, 1992–93
- Magyar kupa
  - győztes: 1989
  - döntős: 1990, 1991
- Pro Urbe-díj, 1994

## Statisztika

### Mérkőzése a válogatottban
| Magyarország | Magyarország      | Magyarország                | Magyarország | Magyarország | Magyarország | Magyarország | Magyarország | Magyarország |
| #            | Dátum             | Helyszín                    | Hazai        | Eredmény     | Vendég       | Kiírás       | Gólok        | Esemény      |
| ------------ | ----------------- | --------------------------- | ------------ | ------------ | ------------ | ------------ | ------------ | ------------ |
| 1.           | 1993. október 27. | Budapest, Üllői úti Stadion | Magyarország | 1 – 0        | Luxemburg    | vb-selejtező | -            | 46'          |
|              | Összesen          |                             |              | 1            | mérkőzés     |              | 0            | gól          |

## Családja
Két leány gyermek édesapja. Apósa, Bartalos József, a Dorogi Bányász egykori legendás balszélsője. Felesége, Bartalos Ágota és sógornője, Bartalos Edina az NB II-es dorogi kézilabdacsapat játékosai voltak. Sógornője első férjével, Harmat Józseffel Dorogon csapattársak voltak. Edina jelenlegi férje, Faragó Szabolcs személyében újabb dorogi labdarúgóval került rokonságba. Családjával Vácott telepedtek le, azonban gyakran megfordult Dorogon, és ha tehette ellátogatott a dorogi csapat mérkőzéseire is. Alkalmanként a Dorogi Öregfiúk csapatában is játszott.